# Régiments d'infanterie français d'Ancien Régime (Y)
Cet article présente la liste des régiments d'infanterie français d'Ancien Régime, commençant par la lettre Y.

## Y
- Régiment de Yoël, également écrit sous les noms de régiment de Youel où régiment de Joul

Ce régiment danois sur pied allemand est levé, le 1er mars 1690 par François Yoël, et formé de deux compagnies du régiment de Zurlauben (1685-1704), de six compagnies de Fürstemberg et de deux compagnies nouvelles. Engagé dans la guerre de la Ligue d'Augsbourg, il rejoint l'armée de Roussillon. Il est mis, le 15 août 1692, sous le titre de régiment Royal-Danois, et donné au comte Christian de Guldenlew (où Gyldenloew), fils naturel du roi du Danemark Christian V.

Régiment de Yoël
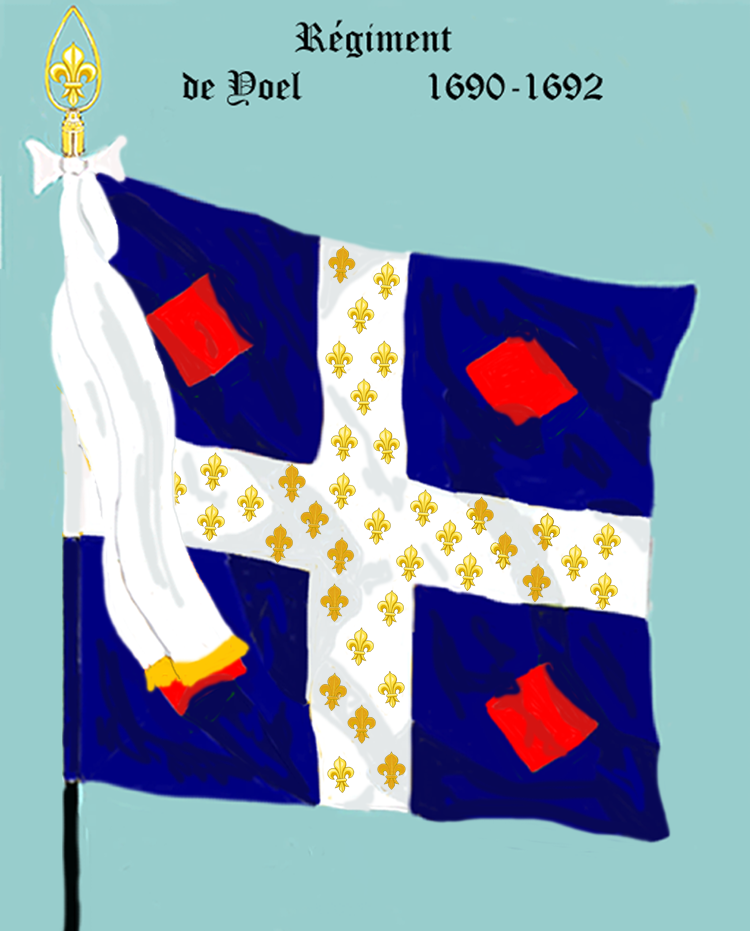
de 1690 à 1692